# Semana Santa en Ciudad de Guatemala
La Semana Santa en la Nueva Guatemala de la Asunción es la conmemoración de la pasión y muerte de Cristo a través de las procesiones que realizan las hermandades de las parroquias del Centro histórico de la ciudad de la Nueva Guatemala durante el periodo comprendido entre el Domingo de Ramos y el Domingo de Resurrección. A lo largo de esos días, las procesiones realizan su recorrido por las calles de la ciudad.
Además de los aspectos religiosos, la Semana Santa en la ciudad de Guatemala es un fenómeno de carácter sociocultural y turístico de gran importancia en la ciudad. No hay un órgano centralizado encargado de la regulación del conjunto de procesiones de la Semana Santa que controle los horarios de paso por las calles de la ciudad.
Los cortejos procesionales de la Semana Santa, transforman la ciudad durante ese periodo y son el resultado de la evolución durante siglos de las formas, modos y maneras de las hermandades, las cuales cuentan entre sus miembros a personas de todas las clases sociales. En la evolución de estas corporaciones han influido múltiples factores, tanto religiosos como artísticos, sociales e históricos.
Las procesiones en Guatemala son caracterizadas por las alfombras de aserrín colorido que adornan las calles en donde son llevadas en hombros por períodos de hasta dieciocho horas de duración. Los cortejos van acompañados durante todo el recorrido por Bandas Sinfónicas que interpretan marchas fúnebres o festivas compuestas por artistas nacionales en su mayoría e internacionales destacando obras españolas e italianas. La procesión con el anda más grande del mundo pertenece a la Iglesia de Nuestra Señora de los Remedios - El Calvario. Midiendo entre 25 y 27 metros de largo. Cada Viernes Santo lleva a la imagen del Cristo Yacente, cargado por ciento cuarenta personas cada cuadra.
El período litúrgico es inaugurado en la tarde del miércoles de ceniza con el cortejo de Jesús de la Justicia del Templo de Nuestra señora de los Remedios el Calvario , en un vía crucis penitencial. La primera gran procesión sale al siguiente día —el primer jueves de Cuaresma— con la procesión del «Silencio», organizada por el Santuario Arquidiocesano al Señor San José, cuya imagen central es la de «Jesús de los Milagros»; desde esa fecha hasta el Domingo de Resurrección las procesiones recorren las calles del Centro Histórico.

## Listado de Procesiones
| Día                    | Templo                     | Orden original hasta 1829         | Orden actual desde 1956                             | Imagen                                                             | Horario                   | Videos                      |
| ---------------------- | -------------------------- | --------------------------------- | --------------------------------------------------- | ------------------------------------------------------------------ | ------------------------- | --------------------------- |
| Sábado de Ramos        | Iglesia de La Recolección  | Congregación de Propaganda Fide   | Orden FranciscanaDesde marzo de 2016 Clero secular. | Jesús Nazareno del Consuelo                                        | 10:00 a. m. - 1:00 a. m.  | Procesión de 1989           |
| Domingo de Ramos       | Iglesia de Capuchinas      | No había procesión.               | Clero secular                                       | Jesús de las Palmas                                                | 5:00 a. m. - 1:00 p. m.   | Procesión de 2022           |
| Domingo de Ramos       | Iglesia de San José        | Clero secular                     | Clero secular                                       | Jesús Nazareno de los Milagros                                     | 6:30 a. m. - 1:00 a. m.   | Procesión de 2014           |
| Lunes Santo            | Iglesia de La Parroquia    | Congregación de San Felipe Nery   | Clero secular                                       | Jesús Nazareno de las Tres Potencias                               | 1:00 p. m. - 1:00 a. m.   | Procesión de 2011           |
| Martes Santo           | Iglesia de La Merced       | Orden de la Merced                | Compañía de Jesús                                   | «La Reseña» Jesús Nazareno de la Merced Patrón Jurado de la Ciudad | 7:00 a. m. - 12:00 p. m.  | Procesión de 2022           |
| Martes Santo           | Iglesia de Beatas de Belén |                                   |                                                     | Jesús Nazareno de la Indulgencia                                   | 1:00 p. m. - 12:00 a. m.  | Procesión de 2019           |
| Miércoles Santo        | Iglesia de Santa Teresa    | Carmelitas Descalzas              | Frailes Carmelitas Descalzos                        | Jesús Nazareno del Rescate                                         | 12:00 p. m. - 12:00 a. m. | Procesión de 1969           |
| Jueves Santo           | Iglesia de La Candelaria   | Clero secular                     | Clero secular                                       | Jesús Nazareno «Cristo Rey»                                        | 6:05 a. m. - 1:30 a. m.   | Procesión de 2014           |
| Viernes Santo          | Iglesia de La Merced       | Orden de la Merced                | Compañía de Jesús                                   | Jesús Nazareno de la Merced Patrón Jurado de la Ciudad             | 3:05 a. m. - 2:45 p. m.   | Procesión de 1991           |
| Viernes Santo          | Iglesia de Santo Domingo   | Orden de Predicadores             | Orden de Predicadores                               | Señor sepultado Cristo del Amor                                    | 3:00 p. m. - 2:00 a. m.   | Procesión de 2014           |
| Viernes Santo          | Iglesia de San Sebastián   |                                   |                                                     | Señor Sepultado de San Sebastián y Virgen del Manchén              | 4:00 p. m. - 6:00 p. m.   | Procesión de 2018           |
| Viernes Santo          | Iglesia de Santa Catalina  | Orden Franciscana                 | Hermandad de Santa Catalina                         | Señor Sepultado del Santo Hermano Pedro                            | 7:30 p. m. - 12:00 a. m.  | Procesión de 2019           |
| Viernes Santo          | Iglesia de La Recolección  | Congregación de Propaganda Fide   | Orden Franciscana                                   | Señor Sepultado Cristo de la Penitencia                            | 3:30 p. m. - 3:00 a. m.   | Procesión de 2014           |
| Viernes Santo          | Iglesia de San Francisco   |                                   | Orden Franciscana                                   | Señor Sepultado de La Penitencia                                   | 4:00 p. m. - 12:00 a. m.  | Procesión de 2019           |
| Viernes Santo          | Iglesia de El Calvario     | Clero secular                     | Clero secular                                       | Cristo Yacente de los Pobres                                       | 2:00 p. m. - 4:00 a. m.   | Acto de crucifixión de 2011 |
| Domingo de Resurección | Templo de «El Calvario»    | Tercera Orden de Frailes Menores. | Clero secular                                       | Jesús resucitado de El Calvario                                    | 10:00 a. m. - 1:00 p. m.  | Procesión de 2022           |
| Domingo de Resurección | Templo de La Merced        | Clero secular                     | Clero secular                                       | Jesús resucitado de La Merced                                      | 9:00 a. m. - 1:30 p. m.   | Procesión de 2019           |

## Historia de la Semana Santa en Nueva Guatemala
Aunque durante la Edad Media ya existieron cofradías en España, no fue hasta el siglo xvi cuando se consolidaron las hermandades de pasión o penitencia como asociaciones que veneran la pasión y muerte de Cristo y le rinden culto con una salida procesional. La primera procesión cristiana en Guatemala se realizó en la ciudad de Santiago de los Caballeros, hoy Antigua Guatemala, el 10 de marzo de 1543.

### Reformas borbónicas
En 1765 se publicaron las reformas borbónicas de la Corona española, que pretendían recuperar el poder real sobre las colonias y aumentar la recaudación fiscal. Con estas reformas se crearon los estancos para controlar la producción de las bebidas embriagantes, el tabaco, la pólvora, los naipes y el patio de gallos. La real hacienda subastaba el estanco anualmente y un particular lo compraba, convirtiéndose así en el dueño del monopolio de cierto producto. Ese mismo año se crearon cuatro subdelegaciones de la Real Hacienda en San Salvador, Ciudad Real, Comayagua y León y la estructura político administrativa de la Capitanía General de Guatemala cambió a 15 provincias.
Además de esta redistribución administrativa, la corona española estableció una política tendiente a disminuir el poder de la Iglesia católica, poder que hasta ese momento era prácticamente absoluto sobre los vasallos españoles. La política de disminución de poder de la iglesia se basaba en la Ilustración y tenía seis puntos principales:
1. Declive del legado cultural jesuítico
2. Tendencia hacia una cultura laica y secularizada
3. Actitud decididamente racionalista, de herencia cartesiana
4. Valoración de la ciencia natural sobre el dogma religioso
5. Una crítica al papel de la Iglesia dentro de la sociedad y de sus organismos derivados, sobre todo de las cofradías y hermandades. Se buscó limitar el excesivo poder económico de algunas hermandades y cofradías, su elevado número, la falta de control administrativo y fiscal por parte de las autoridades y las manifestaciones públicas de piedad; catalogadas como signos de atraso y fanatismo, en especial las de Semana Santa.[3]

En América las relaciones entre la corona española y la Iglesia católica se fueron resquebrajando en el siglo xviii; pero también hubo problemas entre el clero secular y el clero regular, ya que se estaba secularizando las doctrinas del clero regular. En el siglo xvii hubo un auge del clero secular, con un aumento considerable en ordenaciones sacerdotales que lograron satisfacer la demanda de curas párrocos en el Reino; los dominicos, por ejemplo, perdieron casi todas sus parroquias, excepto las de la Veparaz; por su parte, los franciscanos y mercedarios fueron despojados de la mayoría de sus doctrinas en el Reino de Guatemala. Para 1768, las poderosas órdenes de antaño únicamente tenían a su cargo treinta y cuatro de las doscientas ochenta y nueve parroquias que había en la arquidiócesis.

### Terremoto de Santa Marta

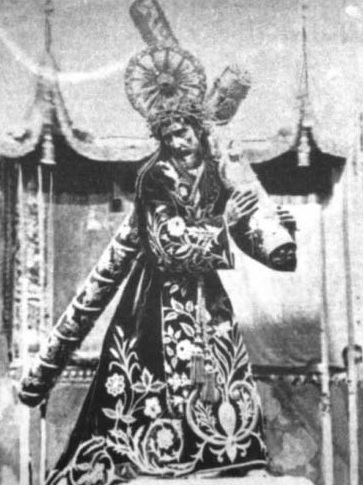
Imagen de Jesús Nazareno de la Merced, obra de Mateo de Zúñiga. Fue trasladado a la Nueva Guatemala de la Asunción en 1778; fotografía de 1898.

Tras los terremotos de 1773, se produjeron grandes pérdidas en templos y edificios públicos en la ciudad de Santiago de los Caballeros de Guatemala, así como casas particulares, pero no toda la ciudad quedó por los suelos. A pesar de ello, el capitán general Martín de Mayorga solicitó al Monarca de España el 21 de julio de 1775 la traslación de Santiago de los Caballeros de Guatemala, siempre vulnerable a erupciones volcánicas, inundaciones, y terremotos. El 2 de enero de 1776 fue oficializado el cuarto asentamiento, la Nueva Guatemala de la Asunción, con una primera sesión del ayuntamiento con el gobernador de la Audiencia, Matías de Gálvez y Gallardo, sobre las bases del llamado «Establecimiento Provisional de La Ermita». Por real orden dada en Aranjuez el 23 de mayo de 1776 se extinguió el nombre de «Santiago» y se adoptó el de «Nueva Guatemala de la Asunción» que, con el correr del tiempo es conocida en la actualidad como Ciudad de Guatemala, logrando convertirse con los años en la ciudad más grande y populosa de todo el istmo centroamericano.
Posiblemente los daños causados por el terremoto fueron serios, pero fueron más serios los que provocó el saqueo y el abandono de la ciudad. El 16 de enero de 1775 el maestro mayor de obras Bernardo Ramírez, comenzó a sacar todos los materiales utilizables del edificio para trasladarlos a la nueva capital ya que se había emitido orden legal en la cual se ordenaba que debían ser trasladados al nuevo asentamiento todos los materiales que pudiesen servir en la construcción de edificios y casas. Por esta disposición muchos edificios aún en pie fueron despojados de puertas, ventanas, balcones, objetos decorativos, etc.
Una de las medidas tomadas por el presidente de la audiencia Martín de Mayorga, para forzar el traslado de la ciudad fue el envío de la escultura más importante de la ciudad. Por ello, en 1778 ordenó el traslado del Jesús Nazareno de la Merced, junto con la imagen de la Virgen, para obligar a los mercedarios a mudarse. El traslado fue penoso, pues los indígenas encargados del trabajo se tardaron en llegar a recogerlo y los feligreses antigüeños rezaban y lloraban la pérdida de la imagen mientras esperaban. Cuando salió Jesús de la Merced en un cajón, las personas lo acompañaron hasta la garita de Animas en las afueras de la ciudad; un devoto llevó cargando la cruz de la imagen hasta San Lucas, población que está a quince kilómetros del convento mercedario en Antigua Guatemala. Tras parar en San Lucas Sacatepéquez y en Mixco, las imágenes llegaron finalmente a la Nueva Guatemala de la Asunción por la noche, y el Cristo fue recibido por los frailes franciscanos y luego por los mercedarios, para ser depositado en una armazón de madera en el terreno en donde iba a construir el templo mercedario de la nueva ciudad. Martín de Mayorga llegó a ver a la imagen, dando así por concluido el episodio más difícil del traslado de la ciudad. En 1801 la cofradía de Jesús Nazareno de la Merced trasladó el retablo de la imagen a la nueva ciudad, aunque la iglesia todavía no se había construido.

### Sigloxix

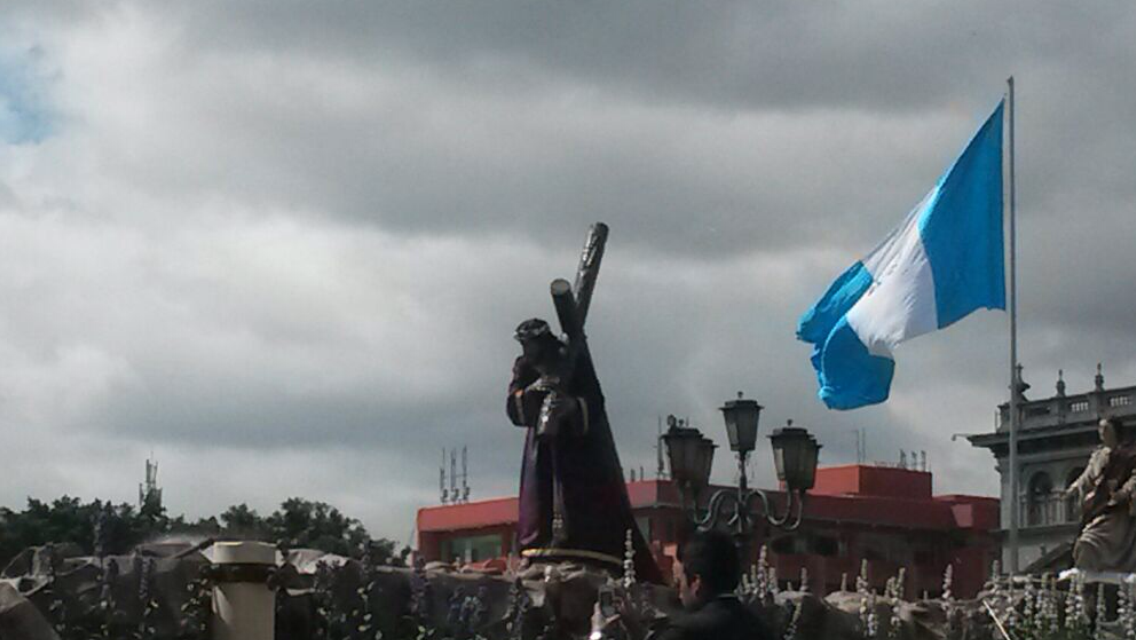
Procesión de la Parroquia de Nuestra Señora de los Remedios, «El Calvario», en el Segundo Domingo de Cuaresma de 2015.

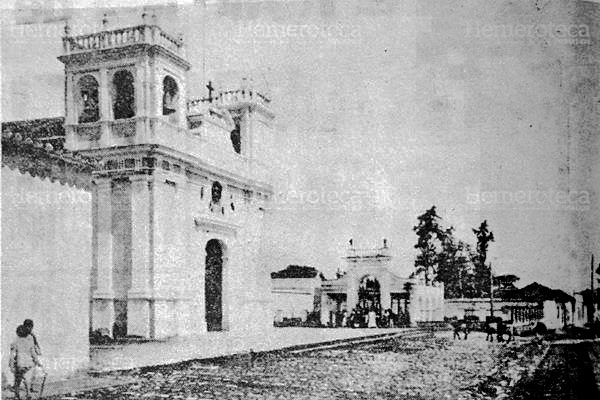
Iglesia de La Candelaria a principios del siglo xx

A principios de 1803, el capitán general Antonio González y Mollinedo, siguiendo los lineamientos de las Reformas Borbónicas indicó que quedaban prohibidos los penitentes de sangre, los que salían con grilletes en manos y pies, y los que se empalaban, pues eran costumbres perniciosas para la salud; sí se permitía, no obstante, que aquellos penitentes que no realizaran semejantes actividades podían llevar el rostro cubierto dentro de las procesiones, siempre y cuando dichas expresiones de fe no se extendieran más allá del anochecer.
Tras el derrocamiento y expulsión de los miembros del Clan Aycinena en 1829, los liberales expulsaron a las órdenes regulares y sólo dejaron al clero secular -pero sin el ingreso fijo del diezmo obligatorio- en Centroamérica. Esto debilitó considerablemente a la Iglesia Católica en Guatemala, pero tras el fracaso de la gestión liberal del gobernador Mariano Gálvez para combatir una epidemia de cólera morbus, los curas párrocos aprovecharon para azuzar a la población campesina en su contra, y bajo el liderazdo del caudillo Rafael Carrera expulsaron a Gálvez y a los liberales del poder. Tras una década de gobierno, Carrera permitió el regreso de las órdenes regulares, de los conservadores católicos y autorizó nuevamente el diezmo obligatorio, lo que reforzó a la Iglesia en el país y las manifestaciones de fe como la Semana Santa cobraron un gran auge. Es más, en 1852, Guatemala y la Santa Sede firmaron un concordato en el que se le encomendaba la educación de la población a los sacerdotes, y se reforzaba la unión Iglesia-Estado en el país.
La Semana Santa era de las fiestas más solemnes y espléndidas en la ciudad de Guatemala durante el régimen de Carrera; era un acontecimiento no solo religioso, sino que también político y social. Cesaba todo el tráfico, se cerraban las puertas de las garitas y a los campesinos que vivían en los alrededores y que surtían los víveres de primera necesidad tenían prohibida la entrada a la población. El Jueves y Viernes Santo callaban todos los pianos y toda la música; las campanas de los templos enmudecían, excepto las de la Iglesia de la Merced, pues se creía que sus ecos se escuchaban hasta en Roma; en cambio, había sonido de matracas -con sonido de piedras que caían sobre madera- durante esos días.
Los cristianos de la época del régimen de los 30 años se vestían de luto riguroso, hablaban en voz baja y caminaban por las calles con paso mesurado y lento. La Gaceta del Gobierno de Guatemala publicaba un editorial político-cristiano, dado el fuerte influjo que el obispo Juan José de Aycinena y Piñol tenía para entonces en el gobierno. Se escribían textos como éste: «Preciso es que asistamos todos a los oficios con espíritu de fervorosa piedad»; o bien como éste: «nada tenemos que recomendar a las autoridades civiles sobre el buen orden de las procesiones públicas, porque actos son éstos que el cristiano no debe profanar; pero si por desgracia nuestra tuviese en ellos entrada el espíritu de impiedad, que todo lo corrompe, caerá sobre sus autores la maldición del cielo y la reprobación del verdadero creyente.» A las damas se les hacían recomendaciones como esta: «recuerde, sí, la mujer, ese sexo devoto por excelencia, que no es esta la época aparenta para cautivar con sus hechizos el corazón del hombre; y que por lo mismo les conviene deponer, al tiempo de asistir a la práctica de los ejercicios religiosos todo espíritu de vanidad y galantería, apareciendo en los templos con aquel aire misterioso y sombrío de la mujer casta y pura; porque si en los días comunes de la vida deben ser ellas un modelo de candor, honestidad y pureza, virtudes que enaltecen su condición, con cuanta mayor razón deben esforzarse en que éstas resplandezcan con una brillantez diamantina en los consagrados al Señor». Y para los caballeros liberales jóvenes también había recomendaciones: «los señoritos de corbata y leva, que la pican de protestantes unos y de irreligiosos otros, son conocidos en los tiempos santos, por su actitud irreverente; por su risita burlesca; por su mirar lascivo; por sus críticas atrevidas; y por otras tantas cosas que son ajenas del verdadero hombre cristiano.»
El escritor conservador José Milla y Vidaurre -quien era amigo personal de Carrera y era miembro del Ministerio de Relaciones Exteriores- describe como se celebraba la Semana Santa en la ciudad de Guatemala durante el gobierno del general Carrera en su obra Cuadros de Costumbres.
| Me fue preciso acompañar a aquella buena gente a las procesiones y a todo lo demás que hay que ver en la Semana Santa; para lo cual ellas y ellos se vistieron de la manera más ridícula, con trajes tales como se usaban hace veinte o treinta años. [...] No es necesario decir que aquella rara comitiva que parecía más bien de carnaval que de Semana Santa, y en medio de la cual tuve que andar de Anás a Caifás y de Herodes a Pilato, dio mucho que reír en esos días. [...] Los chicos, [...] se reunieron en reproducir las procesiones que veían por las calles, y algunas de las ceremonias que habían presenciado en las iglesias. Tenía yo, pues, en los corredores cucuruchos con sus corresondientes pitos y tambores, escuadrones, penitentes, prcesiones en toda forma, con tropa en miniatura y una banda de música [...]. A aquellos belitres se les ocurrió hacer un Judas de trapo y al efecto echaron mano del mejor de mis fraques, de mis pantalones, de mis botas y de mi sombrero; el jueves amanecí colgado en efigie sobre el tejado de mi casa. El sábado santo trepó al tejado la turbamulta de diablitos y deslcolgando a Judas, sin que yo lo advirtiera, lo montaron y lo ataron bien en mi caballo, y no volvió sino hasta cuatro horas después, maltratado y medio muerto de fatiga. —José Milla y Vidaurre Cuadros de Costumbres: Mis huéspedes |

Las fiestas sagradas comenzaban el Viernes de Dolores en que había velación y monumento en la iglesia de La Merced, y un oficio; seguidamente, el domingo de Ramos en la mañana se bendecían en la Catedral y en otras iglesias las palmas. A las nueve de ese mismo día, un niño vestido de Cristo salía de la iglesia de Capuchinas y recorría las calles montado en un borriquito representando en vivo la entrada de Jesús en Jerusalén; y por la tarde del domingo, se representaba en la Iglesia de Santo Domingo la función de las lágrimas de María Magdalena.
El Lunes Santo era la velación de la imagen de Jesús de la Merced, la cual era colocada en un suntuoso altar; el templo no se daba abasto para dar cabida a los devotos que concurrían a escuchar la orquesta y a los mejores cantantes del país que interpretaban el Stabat Mater, obra clásica del compositor guatemalteco Benedicto Sáenz. Luego, el Martes Santo, salía por la mañana la procesión de Jesús Nazarenos y por la tarde se decía el sermón sobre las lágrimas de San Pedro en la iglesia Catedral. El miércoles no había celebración especial, y era hasta el Jueves Santo que continuaban los ritos litúrgicos, cuando se celebraban actos solemnes en todas las iglesias, y al de la Catedral asistían las autoridades del Estado; por la tarde y noche, numerosos devotos recorría las múltiples iglesias de la capital a visitar los sagrarios -que eran monumentos suntuosos que se levantaban en todos los templos- rezando en voz alta mientras iban visitando cada templo.
Durante el Jueves Santo por la noche también se observaban penitentes autoflagelándose en las calles; unos llevaban piedras en las manos, con los brazos en alto, confesando sus pecados a gritos, mientras que otros iban gateando desde la Plaza de Armas hasta la iglesia de El Calvario. Y finalmente, se encontraba a quienes iban sin camisa y se golpeaban la espalda sin piedad hasta caer rendidos por el dolor y la hemorragia y entonces eran atendidos por los vecinos, que con huevos y vinos reconfortaban a los penitentes.
El Viernes Santo a las diez de la mañana salía en procesión la imagen de Jesús Nazareno de la Merced, que recorría en cuatro horas las principales calles de la ciudad. La hora, las marchas fúnebres, y el rostro de la imagen que revelaba una gran mansedumbre y un gran dolor al mismo tiempo eran una representación muy exacta del martirio de Jesús. Por la tarde, la sociedad se despojaba de sus hábitos de diario y empezaba a utilizar un sayón negro con un gorro de capirote de color negro, que en Guatemala se llamaba cucurucho, y que los penitentes se ponían sobre la cabeza llevando el rostro cubierto por un ancho velo negro que sólo dejaba ver los ojos. En esos años, la sociedad criolla seguía la imagen del Cristo sepultado, mientras que la plebe compuesta de ladinos pobres e indígenas vestidos de luto pero con prendas usadas y gastadas acompañando a Virgen de Dolores; en vez de cirios, llevaban faroles con velas de cebo colocadas sobre cañas altas y sucias, y eran perseguidos por los chiquilllos con burlas y pedradas.
La celebraciones terminaban el Sábado de Gloria cuando en los templos se dejaban oír los coros entonando cánticos de Pascua y en las plazas se amarraba un muñeco a un caballo y se le hacía correr por las calles, pasto de las pedras y de injurias, hasta que era arrancado de su cabalgadura y destrozada por la plebe.

### Tras la reforma liberal
Tras la caída del régimen conservador y la victoria de los liberales en 1871, la Iglesia Católica padeció ataques contra su influencia económica y política, tal y como ocurriera en 1829 cuando fue atacada por el gobierno liberal de Francisco Morazán. En 1873, las órdenes regulares habían sido expulsadas y sus bienes confiscados (incluyendo conventos, haciendas y doctrinas de indios en todo el país) y el diezmo obligatorio había sido abolido, dejando al clero secular relegado a sus parroquias y sin ingresos estables.
En el caso particular de la de Jesús Nazareno de Candelaria, se buscaron dispensas correspondientes, para llevar a cabo el tradicional desfile sacro de Jueves Santo. En mayo de 1891, el papa León XIII publica su encíclica Rerum Novarum– Sobre la situación de los obreros- documento clave que hizo que la Iglesia Católica se transformara paulatinamente para acomodarse en los estados liberales; en Guatemala dicha reorganización fue reforzada por una nueva forma de reproducción de las ideas, manifiesta en la imprenta cuyas imágenes y discursos eran enviados a los fieles por un eficiente servicio postal desarrollado por el Estado Liberal, lo que favoreció la puesta en circulación de varias publicaciones periódicas como la La Semana Católica, que comenzó a circular en 1892, inspirado en La Croix o L’Universe de París, nutriéndose de colaboradores locales de artículos y noticias del Catholic Times, que destacaba el progreso del catolicismo en Estados Unidos, que comenzaba a servir de ejemplo en la reconquista del poder ideológico en estados totalmente liberales.
Hubo un fortalecimiento del catolicismo durante el gobierno del general José María Reyna Barrios (1892-1898), gracias a la apertura política de su gobierno y su preocupación por la difusión del arte y la defensa de la cultura local, que lo llevaron a suscribirse a la Convención de Berna, respetando las manifestaciones populares de fe, expresadas en las procesiones de Pasión; y todo esto, a pesar de que Reyna Barrios era masón de alto grado.
A finales del siglo xix la presentación de adornos eran semejantes entre las andas de Jesús Nazareno de las iglesias de La Merced y de Candelaria, utilizando los mismos recursos. Comparando fotografías de la época tomadas por José García Sánchez de ambas imágenes se observa que había un próspero negocio de alquiler de adornos para altares y procesiones. Ese mismo negocio fue utilizado para las carrozas que los estudiantes de la Universidad Nacional empezaron a sacar para su desfile bufo de la Huelga de Dolores, el que se inició en 1898.

## Principales procesiones por día

### Sábado del Consuelo

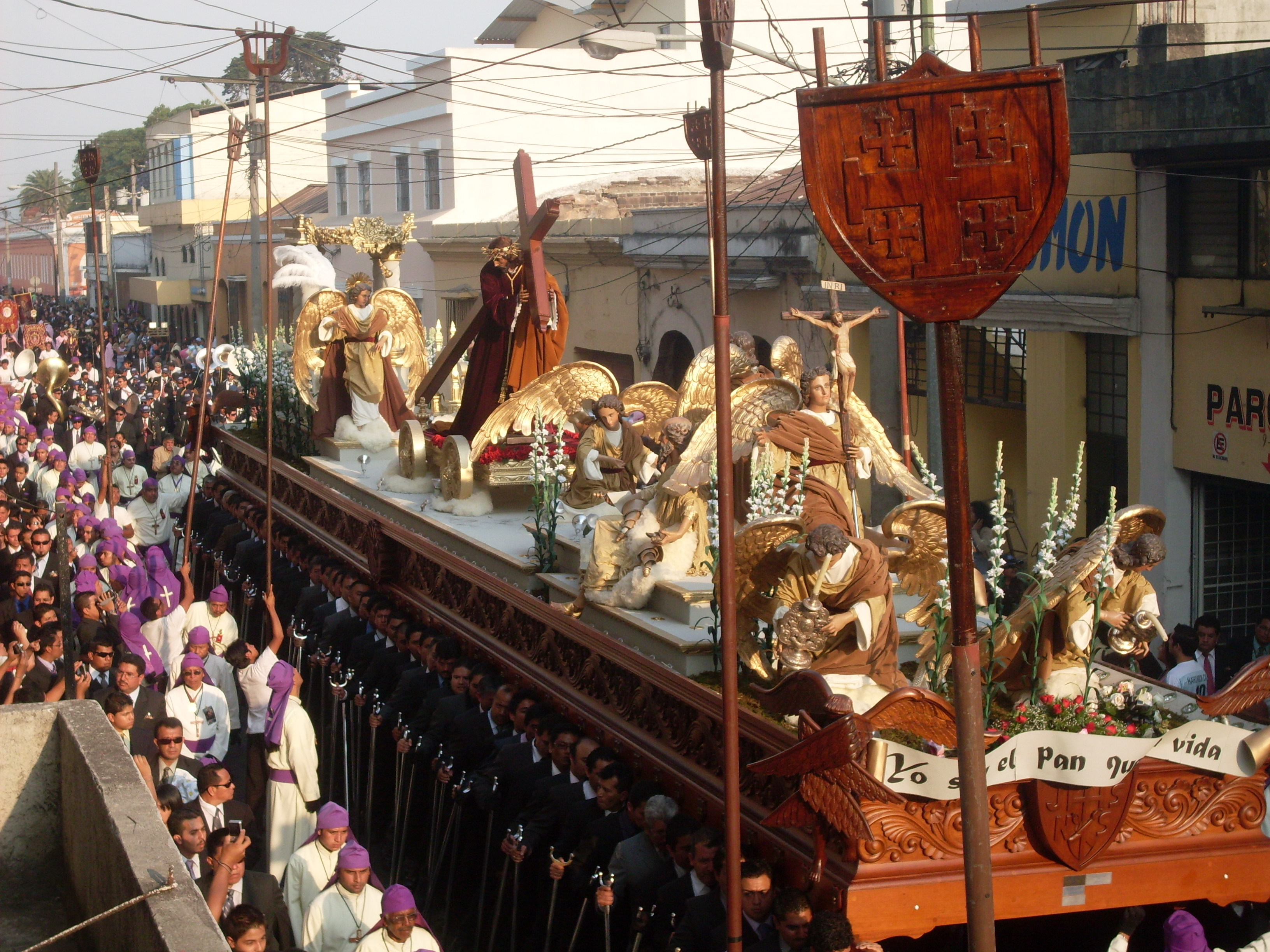
Procesión de Jesús Nazareno del Consuelo del Templo de la Recolección.

Este día sale a las calle la consagrada imagen de Jesús Nazareno del Consuelo de la iglesia de La Recolección en procesión. Esta imagen fue tallada en el siglo xix y existen varias versiones sobre su origen:
- El Heraldo Recoleto del 22 de marzo de 1959, afirma que la primera vez que salió en procesión la imagen del Nazareno fue hasta 1898.[21]
- El Tipógrafo de abril-mayo de 1992, atribuía la escultura a «los hermanos Juan y Santiago Ganuza»; Juan habría tallado la imagen del Señor Sepultado en 1830, y Santiago la del Nazareno, entre 1830 y 1835. La publicación también relata que en 1850 por primera vez salió el Nazareno en procesión, aunque el cortejo fue suspendido en 1872[21] cuando el gobierno liberal empezó a expular a las órdenes regulares.[16]
- En 1974, fray Deodato Carbajo, uno de los frailes franciscanos que se encargaron del templo recoleto en el siglo xx relató que la iglesia contaba con varias obras de arte religioso, entre las que destacaba el «Cristo Nazareno, siglo xviii oxix» y una escultura de San José del maestro Ganuza.[21]

El historiador Haroldo Rodas estudió dos obras de Juan Ganuza: la imagen del Nazareno de El Calvario y la que Ganuza envió a la Santa Sede en 1888; luego las comparó con la imagen recoleta y encontró que ambas esculturas tienen características comunes con la imagen de Jesús Nazareno del Consuelo. De acuerdo a Rodas, los tres Nazarenos tienen una posición similar de la mano, la mirada, muestran un singular movimiento girado en los hombros y la posición coincidente del rostro, que son patrones que permiten ser atribuidas al mismo tallador. Ahora bien, las diferencias entre los Nazarenos se deben a que la imagen recoleta fue seriamente dañada durante los terremotos de 1917 y 1918 que destruyeron la iglesia; cuando la imagen fue restaurada, imperaba un gusto por los cánones europeos románticos, que se basaban en modelos italianos y franceses por lo que su restaurador, Julio Dubois, le puso ojos color celeste. Posteriormente, a mediados del siglo xx, Huberto Solís adecuó y reencarnó la imagen, y le cambió el ceño y barba dulcificando la expresión de la escultura.
El Nazareno fue consagrado el 3 de marzo de 1956 por el obispo de San Marcos, Celestino Fernández. Un año más tarde, se le cambió la cabellera de rizos -que le acercaba a los patrones barrocos españoles- por otra lacia, con el objeto de darle un efecto más natural y acentuar el espíritu romántico francés.
La Dolorosa de La Recolección que sale en procesión el Sábado de Ramos -según la tradición oral- era originalmente una Virgen de Misterio, que fue transformada en Dolorosa; es posible que fuera trabajada por Julio Dubois, ya que encaja en su línea de trabajo. Otras versiones apuntan a que la Virgen era una imagen de la Inmaculada Concepción. En cuanto a las esculturas de María Magdalena y de San Juan Evangelista, éstas fueron realizadas por Huberto Solís en 1945. La escultura de Magdalena se convirtió en el icono de belleza femenina guatemalteca de mediados del siglo xx; cuenta con una cabellera de color oscuro y lacio, pero se acostumbra sacarla en procesión con otra rizada y de color claro. Por su parte, la imagen de San Juan Evangelista en la espalda tiene dos ranuras, en las que se pueden acomodar alas, por lo que se cree que la imagen era originalmente un ángel que fue modificado por Solís.
La procesión del Nazareno no es muy antigua, probablemente de principios del siglo xx, y dejó de salir algún tiempo. En 1933, salieron por primera vez en Guatemala ocho romanos, pero los trajes se deterioraron por no tener almacenamiento adecuado. Cuando llegó fray Miguel Murcia las procesiones recoletas cobraron auge nuevamente; de hecho, fue Murcia quien bautizó a la imagen como «Jesús del Consuelo» porque, en su opinión, se sentía consolado por su mirada.
El cortejo del sábado del Consuelo inicia su recorrido a las 10:00 a. m. y regresa al templo recoleto a la 1:00 a. m. del Domingo de Ramos. La procesión se inicia con su marcha oficial «Jesús del Consuelo» compuesta por Fray Miguel Ángel Murcia y la imagen se porta en andas de ciento catorce cargadores. El cortejo es muy ordenado y los numerosos miembros de la hermandad acompañan el recorrido en dos filas a los lados de las andas.

### Domingo de Ramos

#### Procesión de la Burriquita, iglesia de Capuchinas
En el caso de Guatemala, el Domingo de Ramos es peculiar, lleno de alegría y colorido. Los ramos bendecidos provienen de una palma especial que se da en la costa occidental y en la bocacosta de Guatemala, llamada palma real o monaca. Durante la Semana de Dolores, en los departamentos de Escuintla, Suchitepéquez, Quetzaltenango y en las montañas de Sacatepéquez, se cortan las hojas de esta palma real y con ellos se elaboran «los ramos benditos» , cortando o deshilachando la hoja de palma. Los ramos benditos son adornados con flor de corozo, proveniente de la misma palma odorante o bien con flores propias de la temporada cuaresmal, como la estaticia morada o claveles rojos y blancos.
Las vendedoras de estos productos, que generalmente provienen de San Juan Sacatepéquez, llegan el sábado en horas de la noche a las distintas iglesias del país para que sean bendecidos por los sacerdotes, de tal manera que, al alba del domingo, los ramos están consagrados. Es práctica en la Ciudad de Guatemala que se bendigan en la misa de cinco de la mañana en las distintas iglesias para después acompañar a Jesús de la Borriquita de la iglesia San Miguel de Capuchinas, que sale en procesión a recorrer los viejos barrios de la urbe. Las calles de la ciudad y veredas de los pueblos se ven ornamentados con los ramos ese día. Los ramos bendecidos santifican a la persona que los porta y consagra la casa donde se colocan. Estos ramos se guardan en casa y se colocan en un lugar preferencial ya que según la tradición popular protegen de las tempestades y de los terremotos.
La imagen del Señor de Las Palmas que se venera en el templo de San Miguel de Capuchinas fue esculpida por Raymundo Vielman por encargo de Manuel Barillas Castilla a finales del siglo xix. La imagen salió en procesión por primera vez en 1948, aunque la procesión del Domingo de Ramos ya se efectuaba desde 1892 con otra imagen, aprovechando la apertura del gobierno de José María Reyna Barrios. La imagen originalmente fue un Sagrado Corazón, pero fue modificada para representar la entrada triunfal a Jerusalén de Cristo. La Borriquita en la que descansa el Cristo Capuchino fue burilada por Francisco Masaya en 1954.
El cortejo da inicio a las 5:45 a. m. y realiza su ingreso a mediodía del domingo de Ramos. El recorrido se inicia con el alabado popular «Tú Reinarás», y consta de unas andas de ochenta cargadores. Hasta el año 2013 la marcha oficial para el inicio del cortejo fue la marcha llamada La Número 5 compuesta por Pedro Tánchez en honor al general Jorge Ubico Castañeda.

#### Procesión de Jesús Nazareno de los Milagros

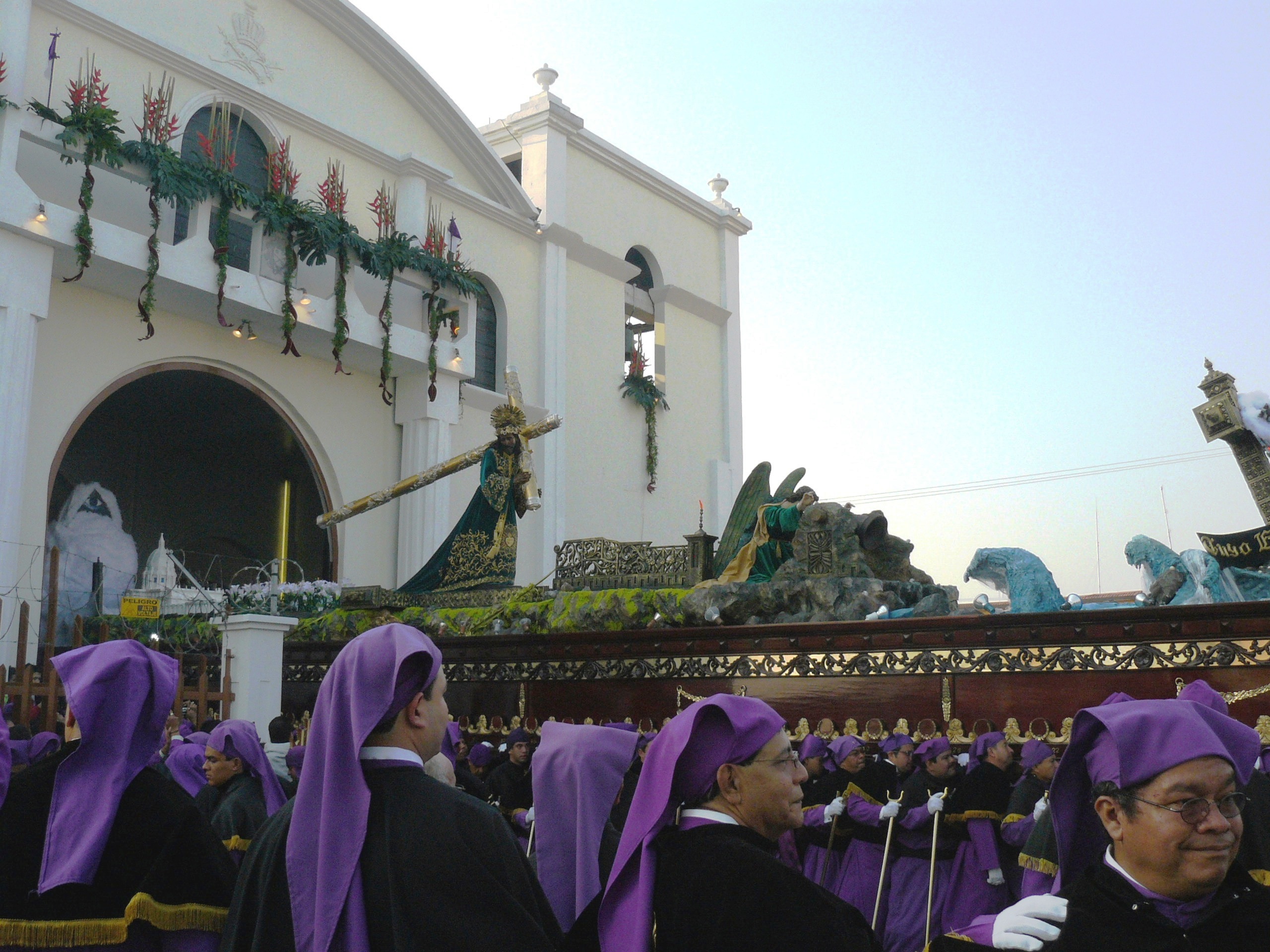
Procesión de Jesús Nazareno de los Milagros de la Iglesia de San José en 2009.

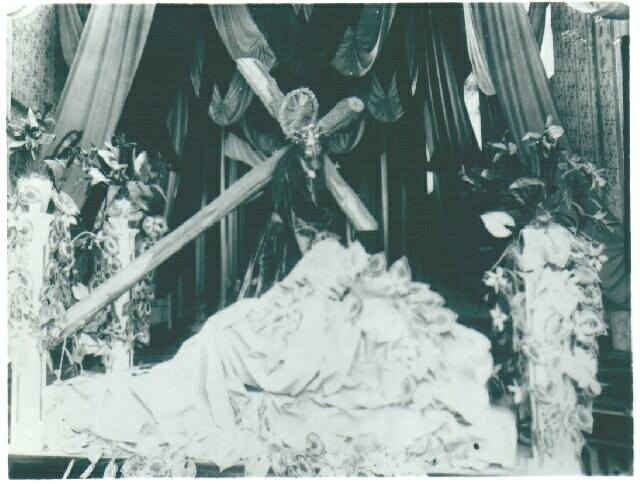
Imagen de Jesús Nazareno de los Milagros de la Iglesia de San José en la década de 1930, cuando había sido modificado para estar de rodillas.

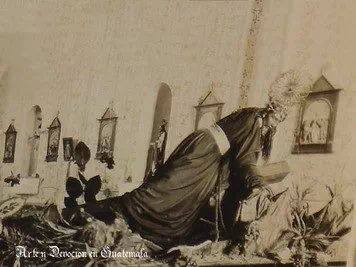
Jesús Nazareno de los Milagros de la Iglesia de San José en la década de 1930.

El Domingo de Ramos sale la procesión de la iglesia de San José, una de las procesiones con mayor recorrido y de mayor tradición en el Centro Histórico de la Ciudad de Guatemala. A pesar de sus pequeñas dimensiones, la iglesia de San José de Guatemala de la Asunción es el relicario del Jesús Nazareno de los Milagros, imagen muy venerada en la ciudad. La imagen del Nazareno fue realizada originalmente para la ermita de la Cruz del Milagro, en la ciudad de Santiago de Guatemala, de donde derivó el nombre de «Nazareno de los Milagros». La ermita fue construida a finales del siglo xvii como prueba de devoción porque, en 1683, una cruz ubicada en el lugar tembló "milagrosamente". El edificio fue reacondicionado como ermita para el clero secular en 1731 y, para dotarlo de objetos de culto, le fue donada la imagen del Nazareno. En los documentos de 1703 no hay referencia sobre la imagen ni la cofradía. Sin embargo, en 1736, se informó que «Lorenzo de Paz, vecino de esta ciudad, donó una imagen de Jesús Nazareno a dicha ermita con [la] condición [de] que se le había de fundar una hermandad, para mayor honra y gloria de Dios». Estas fechas hacen probable que la talla de la imagen se deba a escultores como Juan de Chávez, Juan José Mérida o Carlos Bolaños.
Después del traslado de la ciudad capital al valle de la Ermita en 1776, el templo de San José fue construido en la parte noreste de la traza urbana y dio nombre a uno de los barrios de la urbe. Según el historiador Miguel Álvarez, la petición de los carpinteros para edificar la iglesia fue aprobada por las autoridades en 1778. La construcción fue acelerada, de tal modo que se bendijo el 25 de noviembre de 1783.
Por su parte, tras el terremoto de 1773 el Nazareno de los Milagros llegó a la Nueva Guatemala el 11 de febrero de 1781 y fue alojado en Beaterio de Indias, una casa de religiosas que ya tenía un solar habitable. Al parecer, la imagen estuvo allí hasta 1819, cuando, por problemas entre los cofrades y las religiosas, fue llevado al Beaterio de Santa Rosa. Al poco tiempo, en 1826, se sabe que el Nazareno estaba en el Cerrito del Carmen y, en 1859, ya estaba en el templo de San José, donde quedó resguardada definitivamente. La imagen del Nazareno de los Milagros es una talla poseedora de rasgos faciales anatómicamente perfectos, misma característica que presenta en el cuello, manos y pies. En la década de 1930, la imagen fue transformada para que estuviera de rodillas y se le dio el título de «Rey del Universo», pero después se le restituyó su posición original.
Tras los terremotos de 1917-18 se reconstruyó el templo lentamente, pero la nueva estructura fue destruida nuevamente por el terremoto de terremoto del 4 de febrero de 1976, iniciándose la reconstrucción el 4 de junio de 1978. Cuatro años después se bendijo la nave central del edificio y estuvo en disposición de acoger a la feligresía. Por su parte, cuando el templo de San José quedó destruido por el terremoto, varias personas arriesgaron su vida para extraer a la imagen del Nazareno de entre las ruinas. En 1992, la imagen fue sometida a un proceso de restauración, que estuvo a cargo del Instituto de Antropología e Historia de Guatemala. Unos meses después, el 4 de abril de 1993, el Nazareno fue consagrado y coronado y, en noviembre de 1996, fue llevado a visitar su hogar original, la ermita de la Santa Cruz del Milagro, y proclamado Protector Perpetuo de la Ciudad de Antigua Guatemala.
Por disposiciones del Arzobispado, en 1994, el templo fue elevado al rango de Santuario Arquidiocesano y fue consagrado en 1997.
El cortejo procesional del Domingo de Ramos es uno de los más tradicionales y de recorrido más prolongado de la Semana Santa de la ciudad. Sale del pequeño templo a las 6.30 a. m. y retorna al templo el día de Lunes Santo a las 1:30 a. m. de la madrugada. Es levantada en hombros con su marcha oficial «Mater Dolorosa» de Julia Quiñonez, y las andas que portan a Jesús de los Milagros es para ciento veinte cargadores. Una de las características de este cortejo procesional es que está acompañado durante todo su recorrido por un escuadrón de penitentes vestidos como soldadores romanos.

### Lunes Santo

#### Procesión de Jesús Nazareno de las Tres Potencias
Jesús Nazareno de las Tres Potencia, imagen obra de Alonso de La Paz y Toledo -quien la buriló en 1667 - se encontraba originalmente en la Escuela de Cristo en Santiago de los Caballeros de Guatemala; La Paz y Toledo no encarnaba sus obras por lo que la encarnación de dicha imagen estuvo a cargo del maestro dorador Joseph Mazariegos. En 1737 se fundó la «Cofradía de la Santa Pasión» y dieron inicio cortejos procesionales, los cuales se verificaban el Domingo de Ramos; estas procesiones eran organizadas por caballeros de la alta sociedad, razón por la cual la imagen del Nazareno de la Escuela de Cristo también era conocida como «Jesús Nazareno de Los Nobles».
Tras la ruina de la ciudad de Santiago de los Caballeros por los terremotos de Santa Marta en 1773, el templo parroquial quedó inutilizado y los bienes de la Escuela de Cristo fueron trasladados al templo parroquial de Nuestra Señora de los Remedios. En cuanto a la imagen del Jesús Nazareno de las Tres Potencias, la misma fue trasladada a la Nueva Guatemala de la Asunción, siendo llevada al nuevo templo de La Escuela de Cristo, que se encontraba en la moderna parcela de la 4.a avenida y 7.ª calle del Centro Histórico de la Ciudad de Guatemala en 1779. Cuando el nuevo templo quedó establecido, de inmediato se inició la procesión que quedó fijada para la mañana del Jueves Santo.
En 1829 los gobiernos liberales de Francisco Morazán y Mariano Gálvez expulsaron a las órdenes regulares, incluyendo a los filipenses, y aunque retornaron durante el gobierno de Rafael Carrera -1840-1865-, en 1882 el gobierno liberal del general Justo Rufino Barrios suprimió la orden de los Padres Filipenses, los expulsó del país y expropió el terreno que ocupaba el templo y convento ordenando que fuesen demolidos hasta sus cimientos. Tras muchas vicisitudes la imagen llegó al templo de La Parroquia, en donde ha permanecido.
El cortejo da inicio a la 1:00 p. m. y retorna a la 1:00 a. m. del día de Martes Santo. La marcha oficial del cortejo es «Ternura Infinita» del presbítero Julio Gonzáles Celis y las andas que portan a Jesús de las Tres Potencias son para noventa cargadores. El carácter del recorrido de la procesión mantiene su estilo tradicional de barrio, y se caracteriza por unos penitentes que acompañan el cortejo durante las doce horas de su recorrido.

### Martes Santo

#### Procesión de Jesús Nazareno de la Merced (La Reseña)
La procesión de la Reseña se caracteriza porque la imagen de Jesús Nazareno de la Merced, la imagen de la Virgen y las imágenes de San Juan y María Magdalena sale en andas que no llevan adorno y es el pueblo el que les coloca ramos de flores (originalmente lanzados desde las aceras) durante el breve recorrido. Hay puntos donde detienen el tránsito de la procesión, para vaciar el anda, debido a la sobre carga de flores y el peso que éstas implican para los cargadores. Antiguamente la banda de músicos que acompañaba el cortejo llegaba a tener hasta 100 miembros. Curiosamente, como consecuencia de este hecho, el maestro Víctor Manuel Lara compuso una marcha fúnebre titulada "Dios se los pague", que posteriormente fue modificada al título "Dios es Amor" por el mismo compositor, previo a la grabación de esta en disco de acetato, alrededor de 1950.
El cortejo procesional da inicio a las 7 a. m. y retorna a las 12 del mediodía; su marcha oficial es «La Reseña», la cual es obra del reconocido compositor Mónico de León. Es la procesión tradicional más pequeña de la ciudad, con andas de únicamente de sesenta brazos.

### Miércoles santo

#### Jesús Nazareno del Rescate
Originalmente a cargo de las monjas de Nuestra Señora del Carmen, la imagen obtuvo su nombre porque luego de la expulsión de las órdenes regulares en 1829, las monjas que quedaron tuvieron que empeñar la imagen para poder cubrir sus gastos. Fieles de la congregación pagaban para recuperar la imagen, y de allí salió el nombre de Jesús del Rescate.
Los datos históricos que existen sobre esta imagen no son concluyentes y se basan en análisis estadísticos de imágenes similares. Es de la segunda parte del siglo xvi y se ha atribuido a Mareo de Zúñiga, aunque esto es discutible pues los rasgos son definitivamente distintos a imágenes conocidas de este escultor.
La imagen fue restaurada en 2013, ya que presentaba considerables daños producto de los años, de los productos utilizados para la unción de la imagen y de modificaciones de baja calidad que se le habían hecho. Estudios realizados con rayos X revelaron una gran cantidad de clavos que se habían incrustado a la imagen por diversos motivos, principalmente reparaciones de mala calidad. La base tuvo que ser totalmente reconstruida pues la original estaba muy dañada y tenía refuerzos de mala calidad; el nuevo soporte metálico absorbe el peso de la cruz, aliviando a la imagen del mismo.
La procesión inicia a las 12 del mediodía y retorna a su templo a la 1 a. m. del día de Jueves Santo. La característica principal de este cortejo es que posee dos marchas oficiales de Salida, las cuales no se interpretan en ninguna otra procesión. Las andas se levantan con los acordes de la fanfarrea titulada «Miércoles de Ceniza» del maestro compositor Luis Pirir y cuando la procesión ya está en la nave central se interpreta la marcha «Jesús del Rescate» del maestro compositor Isidro Arana. La marcha de «Jesús del Rescate» solamente podía ser ejecutada dentro del templo a petición de su autor quien solicitó que esto se respetara por un lapso de cincuenta años contados a partir del año de su muerte; el plazo se venció en 2013 y por primera vez fue ejecutada en la calle frente a Catedral Metropolitana. Las andas que portan a Jesús del Rescate son de ochenta brazos.

### Jueves Santo: Procesión de Jesús Nazareno de Candelaria «Cristo Rey»

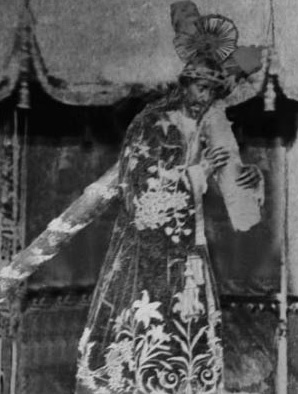
Imagen de Jesús Nazareno de Candelaria. Fotografía de 1898.

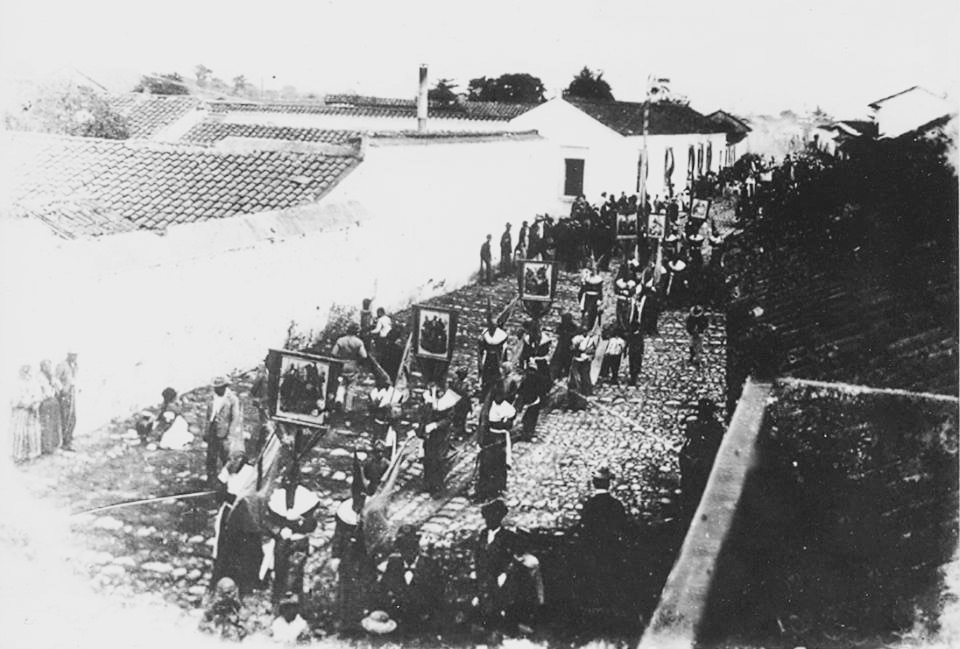
Procesión de Candelaria de 1903.

En 1733, la imagen de Jesús de Candelaria fue sacada en procesión de rogativa por una peste de viruela que asoló la ciudad de Santiago de los Caballeros, ya que era una de las imágenes de mayor devoción en la ciudad. En 1780, el párroco de Candelaria, Joseph María Eloso informó al obispo que la imagen se pudo extraer muy maltratada, refiriéndose a los daños ocasionados por los seísmos de 1773, agregando que la hizo componer y encarnar de nuevo a su costa. En 1784 la imagen remozada del Nazareno fue trasladada a la nueva capital, donde ha estado presente en las celebraciones de Semana Santa.
Tras la expulsión de las órdenes regulares en 1829, la parroquia de Candelaria fue de las pocas iglesias que permanecieron abiertas ya que el clero secular no fue expulsado -aunque sí debilitado pues el gobierno liberal de Mariano Gálvez suprimió el diezmo obligatorio-. El capitán general Rafael Carrera nacido en el Barrio de Candelaria a principios del siglo xix llegó a ser jefe de Estado de Guatemala en 1840 y posteriormente presidente vitalicio en 1851; ya en el poder mandó a remozar la iglesia de Candelaria y permitió el retorno de la mayoría de las órdenes regulares, incluyendo a la Compañía de Jesús, que había sido expulsada por las autoridades españolas en 1765. Carrera murió en Semana Santa el 14 de abril de 1865, y existe una leyenda de que esperó a ver la procesión de Jesús de Candelaria justo antes de expirar.
Tras la caída de los regímenes conservadores en 1871, los liberales nuevamente expulsaron a las órdenes regulares que habían retornado al país y poco a poco fueron ahogando al clero secular, hasta llegar al punto de expulsar al arzobispo y a varias congregaciones. Sin embargo, la apertura política del presidente Reyna Barrios -quien gobernó de 1892 a 1898- permitió que la procesión de la Iglesia de La Candelaria saliera ininterrumpidamente cada Jueves Santo durante su gobierno. Hacia el final de su primer período presidente, permitió el regreso a Guatemala del Arzobispo Ricardo Casanova y Estrada en 1897 quien procedió a la reorganización de la antigua Hermandad de Jesús Nazareno de Candelaria el 15 de enero de 1898. Tras la reorganización de la hermandad, la procesión adoptó las siguientes características:
- A las cuatro de la tarde salió de la Candelaria la procesión de Jesús con la cruz a cuestas
- las calles se encontraban cubiertas de hojas de pino y adornadas con cortinas en los balcones
- los penitentes usaban túnicas y capuz de color morado, algunos cargaban un cono en la cabeza, sosteniendo los catorce estandartes del Viacrucis; banderas; alabardas y atributos
- la imagen de Jesús Nazareno posaba sus pies sobre rico almohadón
- regresaba a su iglesia a las nueve de la noche.[19]

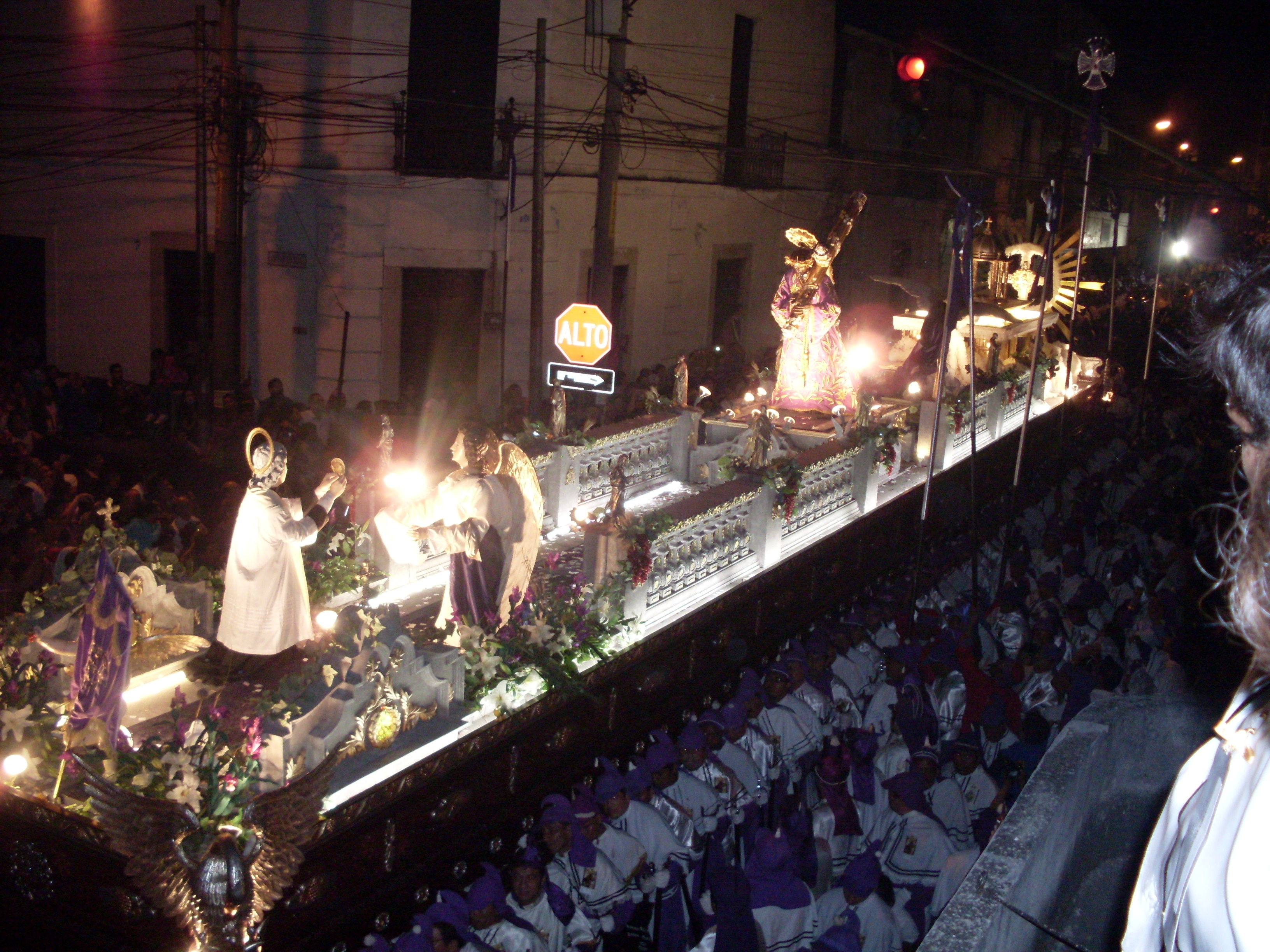
Procesión de Jesús de Candelaria en 2007.

En 1899 las procesiones tuvieron que competir contra el desfile bufo de la Huelga de Dolores -que las remedaba- y las Fiestas Minervalias del presidente Manuel Estrada Cabrera, quien había llegado a la presidencia por ser el primer designado al momento en que fue asesinado el general Reyna Barrios en febrero de 1898. Esta razón llevó al esmero en la ornamentación de las andas, que eran encomendadas a los altareros pero en los desfiles sacros participaba también una gran cantidad de escolares y universitarios, que ya por generaciones habían sido devotos de Jesús de Candelaria. Este año fue necesario que se utilizaran para la confección de altares de iglesia a escenógrafos del Teatro Colón, quienes sorprendían al público con sus atrevidas creaciones, especialmente en el ramo de los altares y monumentos de culto interno, que les daba más espacio para sus obras en las que utilizaban revolucionarios inventos como la electricidad, el papel en pliegos, las pinturas industriales, etc.
Con el paso de los años su devoción fue aumentando y por esa razón fue consagrado el 3 de febrero de 1917. En 1925, como conclusión del Año Santo, el papa Pío XI, en su encíclica Quas Primas, estableció la festividad de «Cristo Rey». La velación dedicada a la imagen de Jesús Nazareno de Candelaria se inició en 1927, época en la que se desató en México la persecución contra la Iglesia y los perseguidos adoptaron como grito de lucha «¡Viva Cristo Rey!». Para rogar por las víctimas de esa persecución se dedicó la celebración de velación y desde entonces se le llama «Cristo Rey» al Nazareno de Candelaria.
La procesión se ha convertido en una masiva celebración de fe, que en el siglo xxi. En 2013 se cumplieron ciento quince años de la reorganización de la hermandad y se conmemoraron los cuatrocientos cincuenta años de haber sido confeccionada la imagen de Jesús Nazareno.
La procesión se inicia a las 6:15 a. m. y recorre las calles del Centro Histórico de la ciudad hasta la 1 a. m. del día de Viernes Santo. El cortejo se inicia con la marcha Oficial «Una lágrima» de Manuel Enrique Moraga - quien la compuso en honor su madre cuando esta falleció-. Las andas que portan a la Imagen de Cristo Rey son de ciento veinte cargadores.
La hermandad de Cristo Rey se ha caracterizado por implementar novedades: fue la primera en utilizar timbales para marcador procesional, y también la primera en utilizar servicio de localización satelital y mensajería de texto para notificar la dirección exacta donde ese encuentra el cortejo y la marcha que se está ejecutando en ese momento.

### Viernes Santo

#### Procesión de Jesús de La Merced

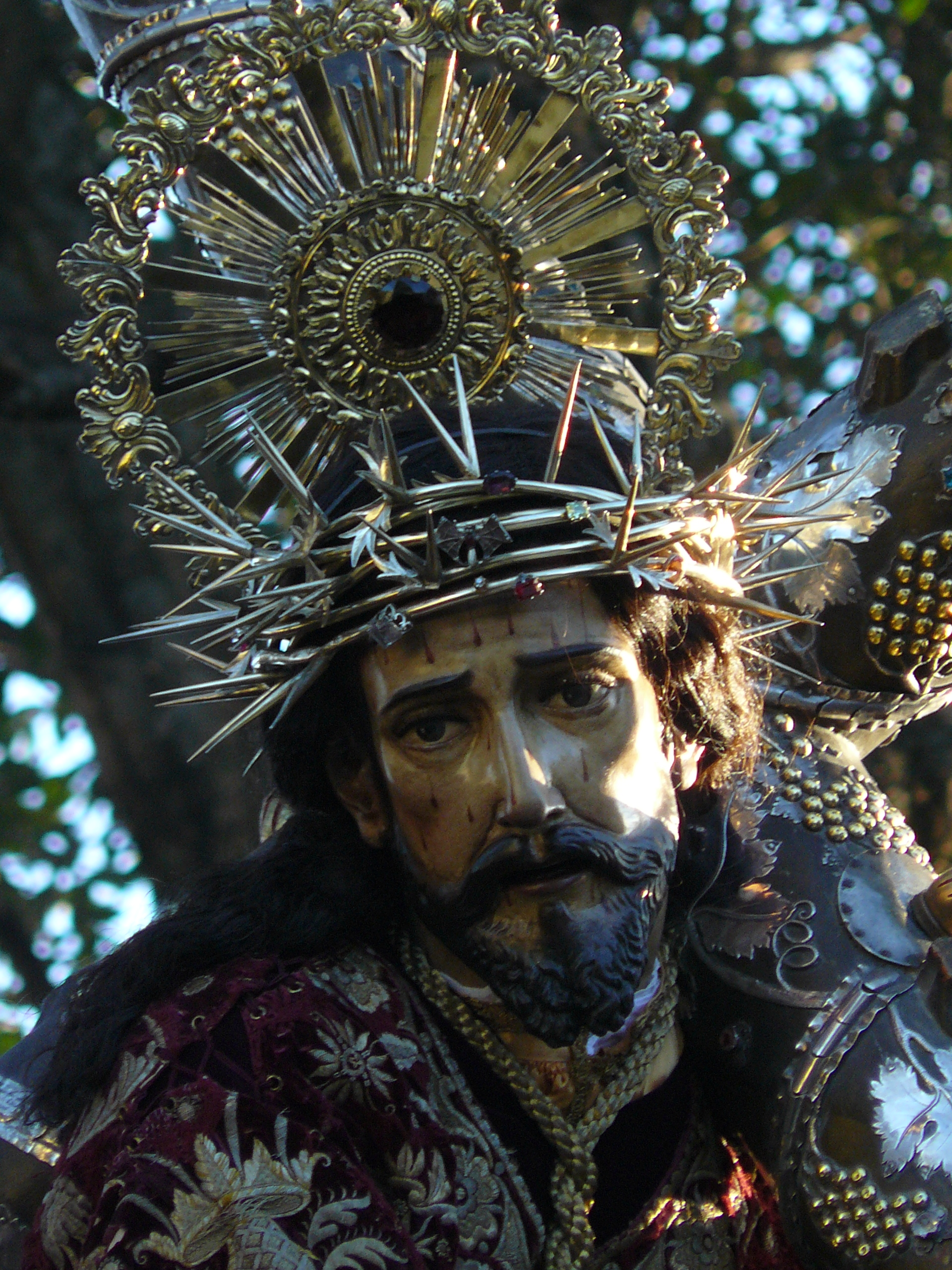
Imagen de Jesús Nazareno de la Merced. Fotografía de 2007.

Jesús de la Merced es una de las imágenes más significativas de la Nueva Guatemala de la Asunción siendo una de sus mayores características,ser el primer Nazareno consagrado de Guatemala y de América un evento histórico que tuvo su lugar el 5 de agosto de 1717. Esta bella imagen es una obra de: Mateo de Zúñiga y Joseph de la Cerda considerada por muchos la primera obra barroca de Guatemala.
La primera procesión mercedaria ocurrió en 1655, saliendo en horas de la noche del Jueves Santo y reingresando en la madrugada del día Viernes. En 1677 el papa Inocencio XI, resuelve un conflicto que existía entre la cofradía de Indios de la Iglesia de nuestra señora de Candelaria y la cofradía de nobles de la Iglesia nuestra señora de las Mercedes, de tal manera que decide instituir la procesión de Jesús de Candelaria para el día Jueves Santo por ser una imagen mística y procesionar a Jesús de la Merced el día Viernes Santo por ser una imagen de impactante anatomía que demuestra perfectamente la agonía de la pasión de Cristo camino al calvario. El 26 de julio de 1773 se suspendieron las procesiones a causa de los terremotos de Santa Marta y no fue sino hasta 1776 que volvió a salir la imagen del Señor de la Merced en su tradicional procesión del Viernes Santo.
Luego del traslado forzado a la Ciudad de Guatemala en 1778, el presbítero Joseph de Espinoza quien fue el primer mayordomo de la cofradía de 1801 a 1805 solicitó a la Real Audiencia para que autorizara de nuevo la procesión penitencial del Jueves Santo por la noche y en tal solicitud hace mención sobre la antigüedad de la cofradía, las bulas papales otorgadas y la antigüedad de la procesión mercedaria. Ya con un camerino permanente, en 1806 se tomó la decisión de procesionar nuevamente la imagen el día Viernes Santo y queda instituido el día hasta la actualidad. La imagen permaneció sin mayores cambios en la Iglesia de La Merced hasta los terremoto de 1917 y 1918. Por los daños ocurridos en el templo, la imagen fue resguardada en un rancho de paja en el barrio Moderno de la ciudad; mientras tanto, el retablo fue restaurado con algunas piezas del altar mayor que quedó destruido.
En 1976 otro terremoto dañó el templo, por lo que el Nazareno fue trasladada al colegio de los jesuitas, adyacente al templo. Entre tanto el camarín fue restaurado en agosto de 1985 y abril de 1987. También en 1987 se concluyó un trabajo de restauración a la imagen, en la que se resanaron los daños ocasionados por el paso del tiempo y las manipulaciones que sufre la talla cuando se cambia de lugar, sobre todo para colocarla en las andas.
En 1984 se estrenaron unas andas de cincuenta y ocho brazos, elaboradas en madera de caoba, las que se sustituyeron en 2013 por unas andas de ochenta y seis brazos.
La marcha oficial del cortejo es “Señor Pequé” de Monseñor Joaquín Santa María y Vigil, estrenada el Viernes Santo 15 de abril de 1927. En la actualidad sale a las 3:00 a. m. y retorna al templo a las 2:45 p. m. del Viernes Santo.
Una de las leyendas que tiene lugar esta procesión es que según cuentan las abuelitas es que Jesús de la Merced suda al llegar al portal del comercio en el parque central.

#### Señor Sepultado de Santo Domingo

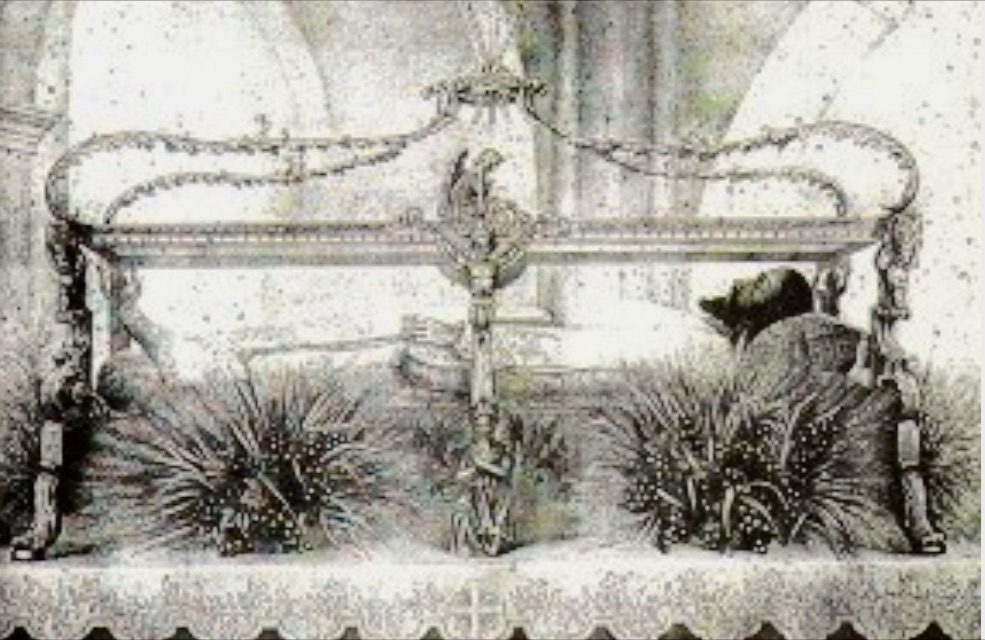
Señor Sepultado de Santo Domingo. Fotografía del siglo xix.

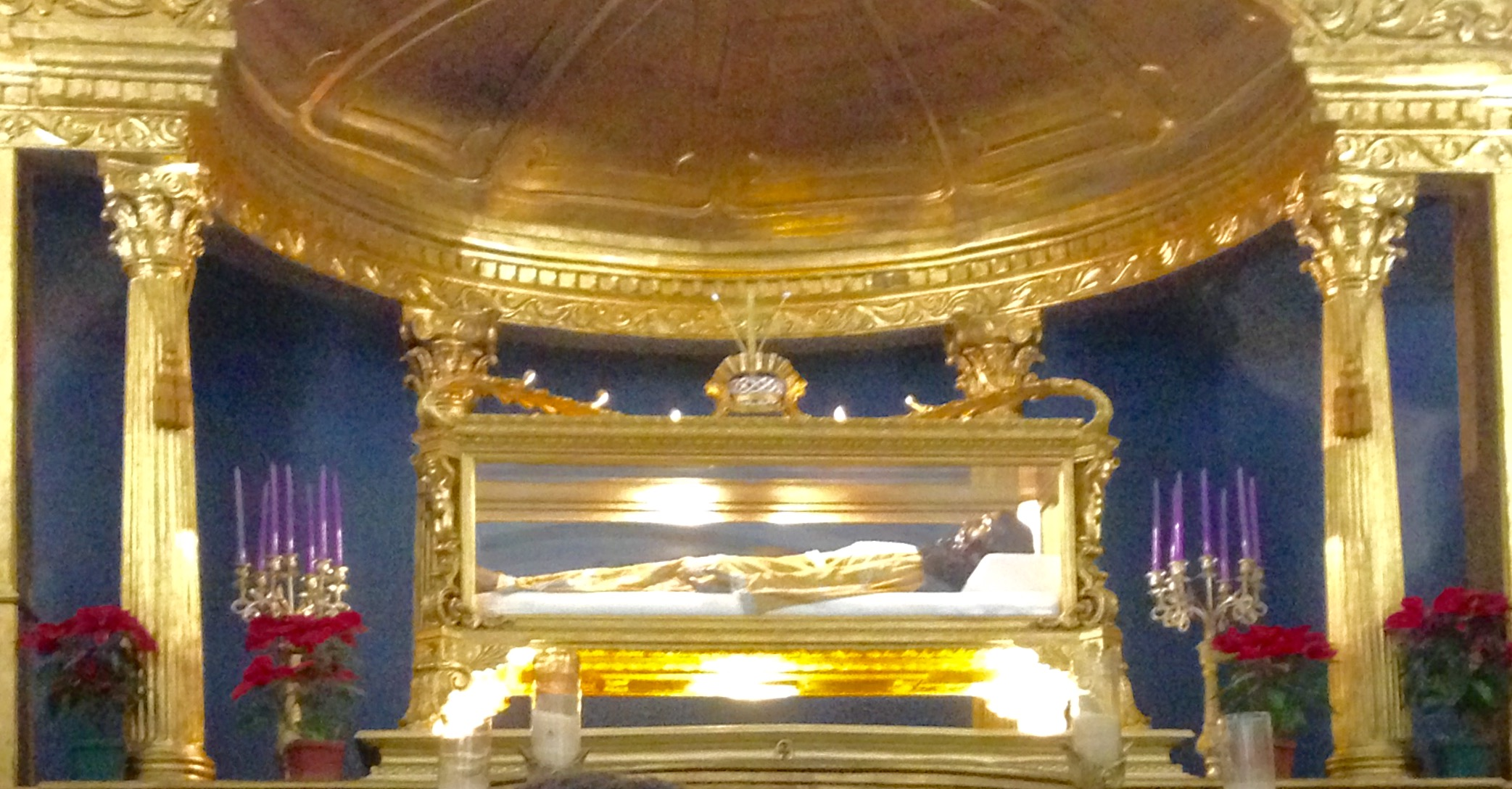
Señor Sepultado de Santo Domingo en diciembre de 2015.

La Hermandad del Señor Sepultado del Templo de Santo Domingo, fue fundada en el año de 1852, el mismo año en que el gobierno conservador de Rafael Carrera firmó el concordato con la Santa Sede.
La hermandad introdujo múltiples aspectos a la procesión, como la incorporación de los Pasos del Viacrucis, que fueron traídos de España; en el siglo xix las misas eran en latín, el analfabetismo alcanzaba el noventa y ocho por ciento de la población y no había representaciones fotográficas, teatrales ni fílmicas de la pasión de Cristo, por lo que los pasos del Viacrucis constituyeron un importante medio para la predicación católica, que apenas había reiniciado en Guatemala tras la expulsión de las órdenes y del Clan Aycinena en 1829.
En 1929, el exdirector del Diario de Centro América Víctor Miguel Díaz escribió el libro La romántica ciudad colonial, guía para visitar los monumentos históricos de La Antigua Guatemala en donde literalmente escribe: «Tres imágenes notables poseía el templo de Santo Domingo: la Virgen del Rosario, toda de plata; Santo Domingo de Guzmán, escultura de Alonso de la Paz y el Cristo yacente que fue traído de Inglaterra después del cisma de Enrique VIII. Tiene restaurados los brazos y las piernas; la expresión del rostro muestra profundo sentimiento, fue trasladado dicho Cristo a la Nueva Guatemala después del terremoto de Santa Marta y se venera en Santo Domingo de esta cuidad.»
Según Díaz, la imagen se encontraba en la iglesia de Santo Domingo de la Antigua Guatemala y que perteneció a la reina Catalina de Aragón, primera esposa de Enrique VIII. En su momento, estas afirmaciones fueron tomadas al pie de la letra por convenir a la campaña anticomunista en contra del gobierno del coronel Jacobo Arbenz Guzmán. Esto ha hecho que la historia del Señor Sepultado esté rodeadas de misterio y leyenda y aunque su origen sea desconocido, la historia que contó Díaz que dice que la imagen fue encontrada flotando por las costas del Atlántico Hondureño, y posteriormente fue llevada a Guatemala y que en alguna oportunidad perteneció a Catalina de Aragón, primera esposa de Enrique VIII aún perviva en el ideario católico de los guatemaltecos más devotos de esta imagen en Guatemala.
El Señor Sepultado de Santo Domingo fue consagrado el 11 de marzo de 1973, y es llamado también «El Cristo del Amor». La hermandad posee el estandarte más grande de la Semana Santa en Guatemala, lleva el nombre de la hermandad, muestra el escudo dominico, y es llevado en rodos debido a su peso. Durante la procesión, el estandarte es antecedido por las insignias de la Pasión, conocidas como Armas Cristi , llevadas por penitentes vestidos de luto. El Señor Sepultado es llevado en una urna de bronce y cristal en estilo francés, sobre sus andas procesionales y es acompañado de la Virgen de la Soledad, las Santas Mujeres y San Juan Apóstol.
En la actualidad la procesión sale del templo a las 3:00 p. m. donde se reza el credo en el atrio de la iglesia, para luego continuar con su recorrido hasta la 1:00 a. m. Cuenta con un anda de 100 brazos estrenada el Viernes Santo de 2016 en conmemoración de los 800 años de la orden de predicadores quienes están a cargo de dicha iglesia.

#### Señor Sepultado de la Recolección
Esta escultura es de autor anónimo, y de acuerdo a los historiadores podría haber sido tallada a mediados del siglo xvii. Se cree que originalmente era un Cristo Crucificado que habría sido modificado para poder ser utilizado en los oficios del Viernes Santo. Cuenta con detalles anatómicos muy impactantes, como los hilos de sangre y golpes que se pueden apreciar fácilmente gracias a que suele salir en procesión solamente con un sudario dejando a la vista todos estos detalles.
La imagen fue consagrada por el Arzobispo de Guatemala Oscar Julio Vian Morales el 3 de noviembre de 2013, en una ceremonia en la Iglesia de La Recolección, seguida por una procesión conmemorativa donde se visitaron catorce templos católicos, que se utilizaron como estaciones del viacrucis.[cita requerida]
El cortejo procesional del Viernes Santo es antecedido por una serie de actividades que se dan desde la mañana en el templo recoleto. A las 11:00 a. m. se realiza el acto de la crucifixión donde se lee la sentencia y es crucificada la imagen en el interior del templo. A las 2:00 p. m. se realiza el sermón de las siete palabras donde el sacerdote junto a los fieles presentes meditan los últimos momentos en la cruz de Jesús. A las 3:00 p. m. se realiza el acto del descendimiento, para muchos uno de los momentos más impactantes de la Semana Santa en Guatemala, cuando miembros de la Asociación de Cruzados del Santo Sepulcro imitando a los santos varones, descienden de la cruz a la imagen de Jesús.
A las 3:40 p. m. inicia el cortejo procesional con la marcha oficial Sudor de sangre de fray Miguel Ángel Murcia Muñoz estrenada en 1952. La procesión ingresa al templo alrededor de las 2:00 a. m. y cuenta con unas andas de 120 brazos.